# BL Возничего
BL Возничего (лат. BL Aurigae) — одиночная переменная звезда в созвездии Возничего на расстоянии (вычисленном из значения параллакса) приблизительно 9380 световых лет (около 2876 парсеков) от Солнца. Видимая звёздная величина звезды — от +15,3m до +14,2m.

## Характеристики
BL Возничего — красная пульсирующая медленная неправильная переменная звезда (LB:) спектрального класса M. Эффективная температура — около 3302 K.